# Playoffs NBA 1993
Navigation
Édition précédente Édition suivante
Les Playoffs NBA 1993 sont les playoffs de la saison NBA 1992-1993. Ils ont été remportés par les Bulls de Chicago de Michael Jordan et Scottie Pippen qui ont battu les Suns de Phoenix de Charles Barkley 4 manches à 2. Ils remportent ainsi le troisième titre de leur histoire. Pour la troisième année consécutive Michael Jordan remporte le trophée de MVP des Finales.

## Fonctionnement
Au premier tour, l'équipe classée numéro 1 affronte l'équipe classée numéro 8, la numéro 2 la 7, la 3 la 6 et la 4 la 5. En demi-finale de conférence, l'équipe vainqueur de la série entre la numéro 1 et la numéro 8 rencontre l'équipe vainqueur de la série entre la numéro 4 et la numéro 5, et l'équipe vainqueur de la série entre la numéro 2 et la numéro 7 rencontre l'équipe vainqueur de la série entre la numéro 3 et la numéro 6. Les vainqueurs des demi-finales de conférence s'affrontent en finale de conférence. Les deux équipes ayant remporté la finale de leur conférence respective (Est ou Ouest) sont nommées championnes de conférence et se rencontrent ensuite pour une série déterminant le champion NBA.
Chaque série de playoffs se déroule au meilleur des 7 matches, sauf le premier tour qui se joue au meilleur des 5 matches.

## Classements de la saison régulière
| Champion de division | Qualifié pour les playoffs | Non qualifié pour les playoffs |

| Conférence Est | Conférence Est         | Conférence Est | Conférence Est | Conférence Est |
| No             | Franchise              | Vic.           | Déf.           | PCT            |
| -------------- | ---------------------- | -------------- | -------------- | -------------- |
| 1              | Knicks de New York     | 60             | 22             | 73,2           |
| 2              | Bulls de Chicago C     | 57             | 25             | 69,5           |
| 3              | Cavaliers de Cleveland | 54             | 28             | 65,9           |
| 4              | Celtics de Boston      | 48             | 34             | 58,5           |
| 5              | Hornets de Charlotte   | 44             | 38             | 53,7           |
| 6              | Nets du New Jersey     | 43             | 39             | 52,4           |
| 7              | Hawks d'Atlanta        | 43             | 39             | 52,4           |
| 8              | Pacers de l'Indiana    | 41             | 41             | 50,0           |
|                |                        |                |                |                |
| 9              | Magic d'Orlando        | 41             | 41             | 50,0           |
| 10             | Pistons de Détroit     | 40             | 42             | 48,8           |
| 11             | Heat de Miami          | 36             | 46             | 43,9           |
| 12             | Bucks de Milwaukee     | 28             | 54             | 34,1           |
| 13             | 76ers de Philadelphie  | 26             | 56             | 31,7           |
| 14             | Bullets de Washington  | 22             | 60             | 23,8           |

| Conférence Ouest | Conférence Ouest          | Conférence Ouest | Conférence Ouest | Conférence Ouest |
| No               | Franchise                 | Vic.             | Déf.             | PCT              |
| ---------------- | ------------------------- | ---------------- | ---------------- | ---------------- |
| 1                | Suns de Phoenix           | 62               | 20               | 75.6             |
| 2                | Rockets de Houston        | 55               | 27               | 67,1             |
| 3                | SuperSonics de Seattle    | 55               | 27               | 67.1             |
| 4                | Trail Blazers de Portland | 51               | 31               | 62.2             |
| 5                | Spurs de San Antonio      | 49               | 33               | 59,8             |
| 6                | Jazz de l'Utah            | 47               | 35               | 57,3             |
| 7                | Clippers de Los Angeles   | 41               | 41               | 50.0             |
| 8                | Lakers de Los Angeles     | 39               | 43               | 47.6             |
|                  |                           |                  |                  |                  |
| 9                | Nuggets de Denver         | 36               | 46               | 43,9             |
| 10               | Warriors de Golden State  | 34               | 48               | 41.5             |
| 11               | Kings de Sacramento       | 25               | 57               | 30.5             |
| 12               | Timberwolves du Minnesota | 19               | 63               | 23,2             |
| 13               | Mavericks de Dallas       | 11               | 71               | 13,4             |

C - Champions NBA

## Résultats

### Tableau
|  | 1er tour         | 1er tour                | 1er tour               |   |                           | Demi-finales de Conférence | Demi-finales de Conférence | Demi-finales de Conférence |  |   | Finales de Conférence | Finales de Conférence | Finales de Conférence |  |    | Finales NBA      | Finales NBA | Finales NBA |
|  |                  |                         |                        |   |                           |                            |                            |                            |  |   |                       |                       |                       |  |    |                  |             |             |
|  | 1                | Knicks de New York      | 3                      |   |                           |                            |                            |                            |  |   |                       |                       |                       |  |    |                  |             |             |
|  | 8                | Pacers de l'Indiana     | 1                      |   |                           |                            |                            |                            |  |   |                       |                       |                       |  |    |                  |             |             |
|  | 8                | Pacers de l'Indiana     | 1                      |   | 1                         | Knicks de New York         | 4                          |                            |  |   |                       |                       |                       |  |    |                  |             |             |
|  |                  |                         |                        |   | 1                         | Knicks de New York         | 4                          |                            |  |   |                       |                       |                       |  |    |                  |             |             |
|  |                  | 5                       | Hornets de Charlotte   | 1 |                           |                            |                            |                            |  |   |                       |                       |                       |  |    |                  |             |             |
|  | 4                | 5                       | Hornets de Charlotte   | 1 | Celtics de Boston         | 1                          |                            |                            |  |   |                       |                       |                       |  |    |                  |             |             |
|  | 4                |                         |                        |   | Celtics de Boston         | 1                          |                            |                            |  |   |                       |                       |                       |  |    |                  |             |             |
|  | 5                | Charlotte Hornets       | 3                      |   |                           |                            |                            |                            |  |   |                       |                       |                       |  |    |                  |             |             |
|  | 5                | Charlotte Hornets       | 3                      |   |                           |                            |                            |                            |  | 1 | Knicks de New York    | 2                     |                       |  |    |                  |             |             |
|  | Conférence Est   |                         |                        |   |                           |                            |                            |                            |  | 1 | Knicks de New York    | 2                     |                       |  |    |                  |             |             |
|  |                  | 2                       | Bulls de Chicago       | 4 |                           |                            |                            |                            |  |   |                       |                       |                       |  |    |                  |             |             |
|  | 3                | 2                       | Bulls de Chicago       | 4 | Cavaliers de Cleveland    | 3                          |                            |                            |  |   |                       |                       |                       |  |    |                  |             |             |
|  | 3                |                         |                        |   | Cavaliers de Cleveland    | 3                          |                            |                            |  |   |                       |                       |                       |  |    |                  |             |             |
|  | 6                | New Jersey Nets         | 2                      |   |                           |                            |                            |                            |  |   |                       |                       |                       |  |    |                  |             |             |
|  | 6                | New Jersey Nets         | 2                      |   | 3                         | Cavaliers de Cleveland     | 0                          |                            |  |   |                       |                       |                       |  |    |                  |             |             |
|  |                  |                         |                        |   | 3                         | Cavaliers de Cleveland     | 0                          |                            |  |   |                       |                       |                       |  |    |                  |             |             |
|  |                  | 2                       | Bulls de Chicago       | 4 |                           |                            |                            |                            |  |   |                       |                       |                       |  |    |                  |             |             |
|  | 2                | 2                       | Bulls de Chicago       | 4 | Bulls de Chicago          | 3                          |                            |                            |  |   |                       |                       |                       |  |    |                  |             |             |
|  | 2                |                         |                        |   | Bulls de Chicago          | 3                          |                            |                            |  |   |                       |                       |                       |  |    |                  |             |             |
|  | 7                | Hawks d'Atlanta         | 0                      |   |                           |                            |                            |                            |  |   |                       |                       |                       |  |    |                  |             |             |
|  | 7                | Hawks d'Atlanta         | 0                      |   |                           |                            |                            |                            |  |   |                       |                       |                       |  | E2 | Bulls de Chicago | 4           |             |
|  |                  |                         |                        |   |                           |                            |                            |                            |  |   |                       |                       |                       |  | E2 | Bulls de Chicago | 4           |             |
|  |                  | O1                      | Suns de Phoenix        | 2 |                           |                            |                            |                            |  |   |                       |                       |                       |  |    |                  |             |             |
|  | 1                | O1                      | Suns de Phoenix        | 2 | Suns de Phoenix           | 3                          |                            |                            |  |   |                       |                       |                       |  |    |                  |             |             |
|  | 1                |                         |                        |   | Suns de Phoenix           | 3                          |                            |                            |  |   |                       |                       |                       |  |    |                  |             |             |
|  | 8                | Lakers de Los Angeles   | 2                      |   |                           |                            |                            |                            |  |   |                       |                       |                       |  |    |                  |             |             |
|  | 8                | Lakers de Los Angeles   | 2                      |   | 1                         | Suns de Phoenix            | 4                          |                            |  |   |                       |                       |                       |  |    |                  |             |             |
|  |                  |                         |                        |   | 1                         | Suns de Phoenix            | 4                          |                            |  |   |                       |                       |                       |  |    |                  |             |             |
|  |                  | 5                       | Spurs de San Antonio   | 2 |                           |                            |                            |                            |  |   |                       |                       |                       |  |    |                  |             |             |
|  | 4                | 5                       | Spurs de San Antonio   | 2 | Trail Blazers de Portland | 1                          |                            |                            |  |   |                       |                       |                       |  |    |                  |             |             |
|  | 4                |                         |                        |   | Trail Blazers de Portland | 1                          |                            |                            |  |   |                       |                       |                       |  |    |                  |             |             |
|  | 5                | Spurs de San Antonio    | 3                      |   |                           |                            |                            |                            |  |   |                       |                       |                       |  |    |                  |             |             |
|  | 5                | Spurs de San Antonio    | 3                      |   |                           |                            |                            |                            |  | 1 | Suns de Phoenix       | 4                     |                       |  |    |                  |             |             |
|  | Conférence Ouest |                         |                        |   |                           |                            |                            |                            |  | 1 | Suns de Phoenix       | 4                     |                       |  |    |                  |             |             |
|  |                  | 3                       | Supersonics de Seattle | 3 |                           |                            |                            |                            |  |   |                       |                       |                       |  |    |                  |             |             |
|  | 3                | 3                       | Supersonics de Seattle | 3 | Supersonics de Seattle    | 3                          |                            |                            |  |   |                       |                       |                       |  |    |                  |             |             |
|  | 3                |                         |                        |   | Supersonics de Seattle    | 3                          |                            |                            |  |   |                       |                       |                       |  |    |                  |             |             |
|  | 6                | Jazz de l'Utah          | 2                      |   |                           |                            |                            |                            |  |   |                       |                       |                       |  |    |                  |             |             |
|  | 6                | Jazz de l'Utah          | 2                      |   | 3                         | Supersonics de Seattle     | 4                          |                            |  |   |                       |                       |                       |  |    |                  |             |             |
|  |                  |                         |                        |   | 3                         | Supersonics de Seattle     | 4                          |                            |  |   |                       |                       |                       |  |    |                  |             |             |
|  |                  | 2                       | Rockets de Houston     | 3 |                           |                            |                            |                            |  |   |                       |                       |                       |  |    |                  |             |             |
|  | 2                | 2                       | Rockets de Houston     | 3 | Rockets de Houston        | 3                          |                            |                            |  |   |                       |                       |                       |  |    |                  |             |             |
|  | 2                |                         |                        |   | Rockets de Houston        | 3                          |                            |                            |  |   |                       |                       |                       |  |    |                  |             |             |
|  | 7                | Clippers de Los Angeles | 2                      |   |                           |                            |                            |                            |  |   |                       |                       |                       |  |    |                  |             |             |

### Résultats détaillés

#### Premier tour
| Conférence Est - Knicks de New York - Pacers de l'Indiana : 3 - 1 Game 1 @ New York : New York 107, Indiana 104 Game 2 @ New York : New York 101, Indiana 91 Game 3 @ Indiana : Indiana 116, New York 93 Game 4 @ Indiana : New York 109, Indiana 100 (Après prolongation) - Bulls de Chicago - Hawks d'Atlanta : 3 - 0 Game 1 @ Chicago : Chicago 114, Atlanta 90 Game 2 @ Chicago : Chicago 117, Atlanta 102 Game 3 @ Atlanta : Chicago 98, Atlanta 88 - Cavaliers de Cleveland - New Jersey Nets : 3 - 2 Game 1 @ Cleveland : Cleveland 114, New Jersey 98 Game 2 @ Cleveland : New Jersey 101, Cleveland 99 Game 3 @ New Jersey : Cleveland 93, New Jersey 84 Game 4 @ New Jersey : New Jersey 96, Cleveland 79 Game 5 @ Cleveland : Cleveland 99, New Jersey 89 - Celtics de Boston - Charlotte Hornets : 1 - 3 Game 1 @ Boston : Boston 112, Charlotte 101 Game 2 @ Boston : Charlotte 99, Boston 98 (Après deux prolongations) Game 3 @ Charlotte : Charlotte 119, Boston 89 Game 4 @ Charlotte : Charlotte 104, Boston 103 (Alonzo Mourning met le tir de la victoire) | Conférence Ouest - Suns de Phoenix - L.A Lakers : 3 - 2 Game 1 @ Phoenix : LA Lakers 107, Phoenix 103 Game 2 @ Phoenix : LA Lakers 86, Phoenix 81 Game 3 @ Los Angeles : Phoenix 107, LA Lakers 102 Game 4 @ Los Angeles : Phoenix 101, LA Lakers 86 Game 5 @ Phoenix : Phoenix 112, LA Lakers 104 (Après prolongation) - Rockets de Houston - Los Angeles Clippers : 3 - 2 Game 1 @ Houston : Houston 117, LA Clippers 94 Game 2 @ Houston : LA Clippers 95, Houston 83 Game 3 @ Los Angeles : Houston 111, LA Clippers 99 Game 4 @ Los Angeles : LA Clippers 93, Houston 90 Game 5 @ Houston : Houston 84, LA Clippers 80 - SuperSonics de Seattle - Jazz de l'Utah : 3 - 2 Game 1 @ Seattle : Seattle 99, Utah 85 Game 2 @ Seattle : Utah 89, Seattle 85 Game 3 @ Utah : Utah 90, Seattle 80 Game 4 @ Utah : Seattle 93, Utah 80 Game 5 @ Seattle : Seattle 100, Utah 92 - Trail Blazers de Portland - Spurs de San Antonio : 1 - 3 Game 1 @ Portland : San Antonio 87, Portland 86 Game 2 @ Portland : Portland 105, San Antonio 96 Game 3 @ San Antonio : San Antonio 107, Portland 101 Game 4 @ San Antonio : San Antonio 100, Portland 97 (Après prolongation) |

#### Demi-finales de conférence
| Conférence Est - Knicks de New York - Charlotte Hornets : 4 - 1 Game 1 @ New York : New York 111, Charlotte 95 Game 2 @ New York : New York 105, Charlotte 101 (Après prolongation) Game 3 @ Charlotte : Charlotte 110, New York 106 (Après deux prolongations) Game 4 @ Charlotte : New York 94, Charlotte 92 Game 5 @ New York : New York 105, Charlotte 101 - Bulls de Chicago - Cavaliers de Cleveland : 4 - 0 Game 1 @ Chicago : Chicago 91, Cleveland 84 Game 2 @ Chicago : Chicago 104, Cleveland 85 Game 3 @ Cleveland : Chicago 96, Cleveland 90 Game 4 @ Cleveland : Chicago 103, Cleveland 101 (Michael Jordan met le tir de la victoire) | Conférence Ouest - Suns de Phoenix - Spurs de San Antonio : 4 - 2 Game 1 @ Phoenix : Phoenix 98, San Antonio 89 Game 2 @ Phoenix : Phoenix 109, San Antonio 103 Game 3 @ San Antonio : San Antonio 111, Phoenix 96 Game 4 @ San Antonio : San Antonio 117, Phoenix 103 Game 5 @ Phoenix : Phoenix 109, San Antonio 97 Game 6 @ San Antonio : Phoenix 102, San Antonio 100 (Charles Barkley met le tir de la victoire) - Rockets de Houston - SuperSonics de Seattle : 3 - 4 Game 1 @ Seattle : Seattle 99, Houston 90 Game 2 @ Seattle : Seattle 111, Houston 100 Game 3 @ Houston : Houston 97, Seattle 79 Game 4 @ Houston : Houston 103, Seattle 92 Game 5 @ Seattle : Seattle 120, Houston 95 Game 6 @ Houston : Houston 103, Seattle 90 Game 7 @ Seattle : Seattle 103, Houston 100 (Après prolongation) |

#### Finales de conférence
| Conférence Est - Knicks de New York - Bulls de Chicago : 2 - 4 Game 1 @ New York : New York 98, Chicago 90 Game 2 @ New York : New York 96, Chicago 91 Game 3 @ Chicago : Chicago 103, New York 83 Game 4 @ Chicago : Chicago 105, New York 95 Game 5 @ New York : Chicago 97, New York 94 Game 6 @ Chicago : Chicago 96, New York 88 | Conférence Ouest - Suns de Phoenix - SuperSonics de Seattle : 4 - 3 Game 1 @ Phoenix : Phoenix 105, Seattle 91 Game 2 @ Phoenix : Seattle 103, Phoenix 99 Game 3 @ Seattle : Phoenix 104, Seattle 97 Game 4 @ Seattle : Seattle 120, Phoenix 101 Game 5 @ Phoenix : Phoenix 120, Seattle 114 Game 6 @ Seattle : Seattle 118, Phoenix 102 Game 7 @ Phoenix : Phoenix 123, Seattle 110 |

#### Finales NBA
- Suns de Phoenix - Bulls de Chicago : 2 - 4

Game 1 @ Phoenix :  Chicago 100, Phoenix 92
Game 2 @ Phoenix :  Chicago 111, Phoenix 108
Game 3 @ Chicago :  Phoenix 129, Chicago 121 (Après trois prolongations)
Game 4 @ Chicago :  Chicago 111, Phoenix 105
Game 5 @ Chicago :  Phoenix 108, Chicago 98
Game 6 @ Phoenix :  Chicago 99, Phoenix 98 (John Paxson  met le tir de la victoire)